# Anomis busana
Anomis busana är en fjärilsart som beskrevs av Swinhoe 1920. Anomis busana ingår i släktet Anomis och familjen nattflyn. Inga underarter finns listade i Catalogue of Life.